# Abraham B. Yehoshua
Abraham B. Yehoshua, amb el nom de ploma A. B. Yehoshua (א.ב. יהושע), (Jerusalem, 19 de desembre de 1936 - Tel-Aviv, 14 de juny de 2022) va ser un novel·lista, assagista i dramaturg israelià, conegut com «el Faulkner israelià» segons The New York Times. Va ser reconegut com un dels escriptors més prestigiosos d'Israel.

## Biografia
Abraham ("Boolie") Yehoshua va néixer a la família de Jerusalem de cinquena generació d'origen sefardita. El seu pare, Yaakov Yehoshua, va ser un estudiós i autor especialitzat en la història de Jerusalem. La seva mare, Malka Rosilio, va emigrar del Marroc el 1932. Va créixer al barri Kerem Avraham de Jerusalem.
Yehoshua va servir de paracaigudista a l'exèrcit israelià entre 1954 i 1957. Va assistir a Gymnasia Rehavia. Després d'estudiar literatura i filosofia a la Universitat Hebrea de Jerusalem, va començar a ensenyar. Va viure al barri de Neve Sha'anan de Jerusalem.
De 1963 a 1967 va viure i va ensenyar a París i va servir com a secretari general de la Unió Mundial d'Estudiants Jueus. Des de 1972, va ensenyar literatura comparada i hebrea a la Universitat de Haifa, on va tenir el grau de professor titular. El 1975 va ser escriptor resident al St Cross College d'Oxford. També va ser professor visitant a la Universitat Harvard (1977), la Chicago (1988, 1997, 2000) i Princeton (1992). Va estar casat amb Rivka, psicòloga clínica i psicoanalista, i van tenir una filla i dos fills i sis nets. Va morir el 14 de juny de 2022 en un centre hospitalari de Tel-Aviv, als vuintanta-cinc anys, a causa d'un càncer.

## Carrera literària

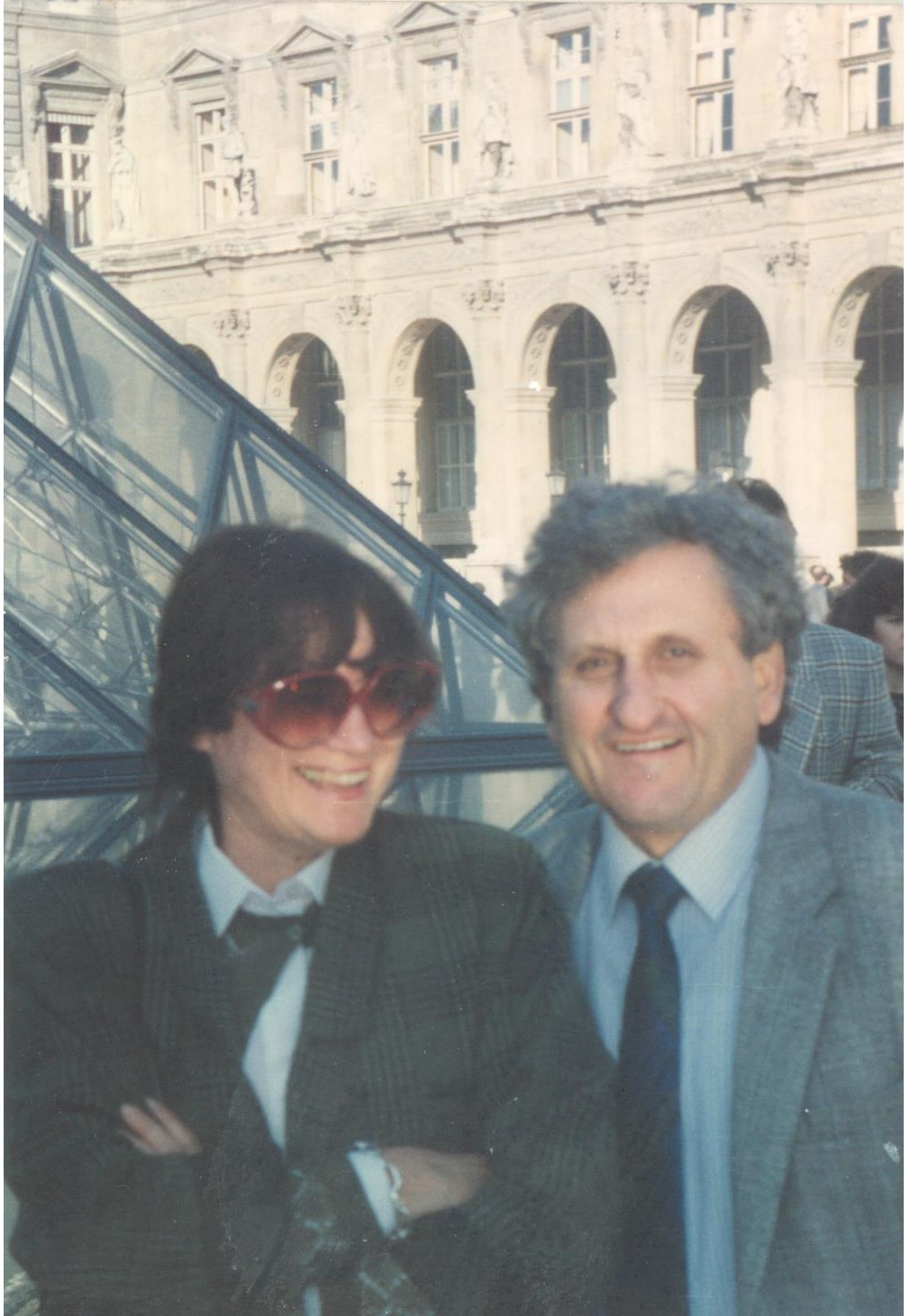
Yehoshua amb la seva dona, Rivka (anys 1990)

Des del final del seu servei militar, Yehoshua va començar a publicar ficció. El seu primer llibre de contes, Mot Hazaken ("La mort del vell home") va ser publicat el 1962. Es va convertir en un personatge destacat de la "nova generació" d'escriptors israelians que es diferenciava dels primers escriptors en el seu enfocament sobre l'individu i la interpersonal en lloc del grup. Yehoshua va nomenar Franz Kafka, Shmuel Yosef Agnon, i William Faulkner com a influències formatives. Harold Bloom va escriure un article sobre Yehoshua A Late Divorce al diari The New York Times, i també el va mencionar al seu llibre The Western Canon.
Yehoshua va ser l'autor d'onze novel·les, tres llibres de relats curts, quatre obres de teatre i quatre col·leccions d'assajos, inclòs Ahizat Moledet (Homeland Lesson, 2008), un llibre de reflexions sobre identitat i literatura. La seva millor novel·la, Mr. Mani, és una mirada multigeneracional sobre la identitat jueva i Israel a través de cinc converses que recorren el temps per cobrir més de 200 anys de vida jueva a Jerusalem i al voltant de la conca mediterrània. Va ser adaptat per a la televisió com a sèrie multilingüe de cinc parts pel director Ram Loevy. Igual que moltes de les seves obres, la seva vuitena novel·la, Friendly Fire, explora la naturalesa de les relacions familiars disfuncionals en un drama que aquí es mou entre Israel i Tanzània. Els seus treballs van ser traduïts en 28 països, i molts han estat adaptats per al cinema, la televisió, el teatre i l'òpera.

## Punts de vista i opinions
Yehoshua va ser un activista del Moviment de Pau d'Israel. Va assistir a la signatura de l'Acord de Ginebra i va emetre lliurement les seves opinions polítiques en assaigs i entrevistes. Va ser un crític de l'ocupació israeliana, però també dels palestins. Ell i altres intel·lectuals es van mobilitzar en nom del Nou Moviment - Mérets abans de les eleccions israelianes de 2009.
Segons La Stampa, abans de l'Operació Plom Fos de l'exèrcit israelià (2008-2009), va publicar una crida als residents de Gaza instant-los a posar fi a la violència. Va explicar per què era necessària l'operació israeliana i per què calia acabar: "Precisament perquè els habitants de Gaza són els nostres veïns, hem de ser proporcionats en aquesta operació. Hem d'intentar arribar a un alto el foc el més aviat possible. Sempre serem veïns i veïnes, així que com menys sang es vessi, millor serà el futur». Yehoshua va afegir que seria feliç si els passos fronterers s'obrissin completament i que els palestins treballessin a Israel com a part d'un alto el foc.
Yehoshua va ser criticat per la comunitat jueva estatunidenca per la seva declaració que «la vida jueva completa només es podia tenir a l'Estat jueu». Va afirmar que els jueus en altres llocs només «jugaven amb el judaisme»." As editors i als periodistes del The Jerusalem Post els va dir que «la diàspora del judaisme és la masturbació». A Israel, va dir, és «la cosa real».

## Reconeixement i premis

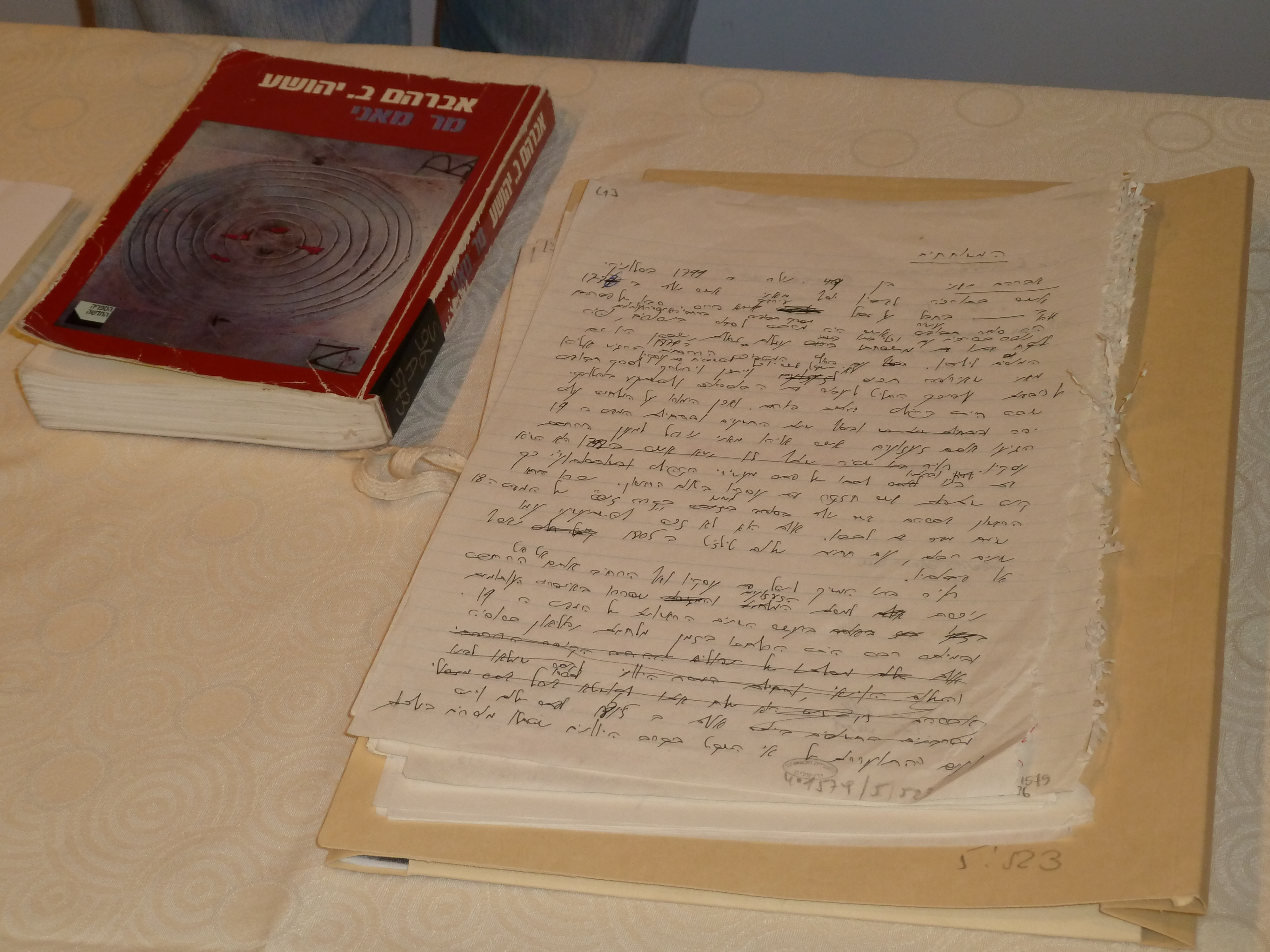
Manuscrit de Mr. Mani, a la Biblioteca Nacional d'Israel

- El 1983, A.B. Yehoshua va ser guardonat amb el Premi Brenner.[cal citació]
- El 1986, va rebre el premi Alterman.[cal citació]
- El 1989, va ser co-receptor (conjuntament amb Avner Treinin) del Premi Bialik de literatura.[17]
- El 1995, va ser guardonat amb el Premi Israel per a la literatura hebrea.[18]
- També va guanyar el Premi Nacional del Llibre Jueu i el Premi Koret Jewish Book als Estats Units,[cal citació] així com el Premi literari trimestral jueu Wingate al Regne Unit.[cal citació]
- Yehoshua va ser seleccionat el 2005 pel primer Premi internacional Man Booker.[cal citació]
- El 2006, "A Woman in Jerusalem" va ser guardonat amb Los Angeles Times Book Prize.[cal citació]
- A Itàlia, va rebre el premi Grinzane Cavour, el Flaiano Superprize, el premi Giovanni Boccaccio i el Premi Viareggio per a tota la carrera.[cal citació] El 2003, la seva novel·la The Liberated Bride va guanyar el Premio Napoli i el Lampedusa Literary Prize.[cal citació] El 2008 Friendly Fire va guanyar el Premi Roma.[cal citació]
- Va rebre doctorats honoris causa al Col·legi de la Unió Hebrea (1990), la Universitat de Tel-Aviv (1998), la Universitat de Torí (1999), la Universitat Bar-Ilan (2000) i l'Scuola Normale Superiore di Pisa (2012).[cal citació]
- El novembre de 2012, Yehoshua va rebre el Premi Médicis per a la seva novel·la חסד ספרדי (en anglès: The Retrospective; en francès: Rétrospective).[19]
- El 2017 va rebre el Premi Dan David[cal citació]

## Citacions
....[Els jueus de la diàspora] canvien les seves nacionalitats com a jaquetes. Un cop eren polonesos i russos; ara són britànics i americans. Un dia podrien optar per ser xinesos o singapuresos... Per a mi, Avraham Yehoshua, no hi ha alternativa... no puc mantenir la meva identitat fora d'Israel. Ser israelià és la meva pell, no la meva jaqueta.
Aquí la majoria del públic us està dient això explícitament... També no vol més immigració jueva. Aquí n'hi ha suficient gent.

Els palestins es troben en una situació de bogeria que recorda la bogeria del poble alemany en el període nazi. Els palestins no són les primeres persones que el poble jueu els ha tornat bojos.

(Aclariment posterior de Yehoshua) Em faig una pregunta que s'ha de fer: què va portar als alemanys i què està portant els palestins a aquest odi contra nosaltres? ... Tenim una història dura. Vam venir aquí fora d'una experiència jueva, i els assentaments l'estan arruïnant.
No estem "inclosos" a matar nens palestins per venjar la mort dels nostres fills. Tot el que estem tractant de fer és aconseguir que els seus líders detinguin aquesta agressió sense sentit i malvat, i només per la barreja tràgica i deliberada entre els combatents de Hamàs i la població civil, també els nens, per desgràcia, es maten. El fet és que des de la desconnexió, Hamàs només ha disparat a la població civil. Fins i tot en aquesta guerra, a la meva sorpresa, veig que no apunten a les concentracions de l'exèrcit al llarg de la frontera, sinó una vegada i una altra a les comunitats civils.

## Obres traduïdes al català
- Una dona a Jerusalem (Proa, 2008).

## Obres traduïdes al castellà
- Divorcio tardío (Alfaguara, 1988).
- Marea alta (Ausa, 1989).
- El señor Mani (Anaya, 1994).
- Viaje al fin del milenio (Siruela, 2001).
- La novia liberada (Anagrama, 2005).
- Una mujer en Jerusalén (Anagrama, 2009).
- El cantar del fuego (Duomo Ediciones, 2012).

## Obres traduïdes a l'anglès

### Novel·les
- The Lover [Ha-Me'ahev, 1977]. Garden City N.Y., Doubleday, 1978 (translated by Philip Simpson). Dutton, 1985. Harvest/HBJ, 1993. ISBN 978-0-15-653912-8. London, Halban Publishers, 2004, 2007. ISBN 1870015-91-6
- A Late Divorce [Gerushim Meuharim, 1982]. London, Harvill Press, 1984. Garden City N.Y., Doubleday, 1984. London, Sphere/Abacus Books, 1985. New York, Dutton, 1985. San Diego, Harcourt Brace, 1993. ISBN 978-0-15-649447-2. London, Halban Publishers 2005. ISBN 187-0-01-5959
- Five Seasons [Molcho, 1987]. New York, Doubleday, 1989. New York, Dutton Obelisk, 1989. London, Collins, 1989. Harmondsworth, Penguin Books, 1990. London, Fontana, 1990, ISBN 978-1-870015-94-3. London, Halban Publishers, 2005, ISBN 1870015-94-0.
- Mr. Mani [Mar Mani, 1989]. New York, Doubleday, 1992. London, Collins, 1992. London, Peter Halban, 1993, 2002 ISBN 1-870015-77-0. San Diego, Harvest/HBJ, 1993. London, Phoenix/Orion Books, 1994. ISBN 978-1-85799-185-7
- Open Heart [Ha-Shiv`a Me-Hodu (The Return from India), 1994]. Garden City N.Y., Doubleday, 1995. London, Halban Publishers, 1996, ISBN 978-1-87-001563-9. San Diego, Harvest/HBJ, 1997. ISBN 978-0-15-600484-8[23]
- A Journey to the End of the Millennium [Masah El Tom Ha-Elef, 1997]. New York, Doubleday & Co., 1999. London, Peter Halban, 1999. ISBN 1-870015-71-1.
- The Liberated Bride [Ha-Kala Ha-Meshachreret, 2001]. London, Peter Halban, 2003, 2004, 2006. ISBN 1-870015-86-X
- A Woman in Jerusalem [Shlihuto Shel Ha-memouneh Al Mashabei Enosh (The Human Resources Supervisor's Mission), 2004]. London, Halban Publishers, 2006, 2011. ISBN 978-1-905559-24-4. New York, Harcourt, 2006. ISBN 978-0-15-101226-8
- Friendly Fire: A Duet [Esh Yedidutit,2007] London, Halban Publishers, 2008, ISBN 978-1-905559-19-0. New York, Harcourt 2008, ISBN 978-0-15-101419-4
- The Retrospective [חסד ספרדי]. New York, Houghton Mifflin Harcourt, 2013. ISBN 978-0-547496-96-2. London, Halban Publishers, 2013. ISBN 978-1-905559-56-5.
- The Extra, 2014

### Relats curts
- Early in the Summer of 1970 [Bi-Thilat Kayitz, 1970, 1972]. Garden City N.Y., Doubleday, 1977. London, Heinemann, 1980. New York, Berkley Publishing, 1981. London, Fontana Paperbacks, 1990. ISBN 978-0-385-02590-4
- Three Days and a Child [Shlosha Yamim Ve-Yeled, 1975]. Garden City N.Y., Doubleday, 1970. London, Peter Owen, 1971. ISBN 978-0-7206-0161-9
- The Continuing Silence of a Poet. London, Peter Halban, 1988, 1999, ISBN 1-870015-73-8. London, Fontana Paperbacks, 1990. London, New York, Penguin, 1991. Syracuse, N.Y., Syracuse University Press, 1998. ISBN 978-0-8156-0559-1

### Assaigs
- Israel. London, Collins, 1988. New York, Harper & Row, 1988. Jerusalem, Steimatzky/Collins Harvill, 1988.
- Between Right and Right [Bein Zechut Le-Zechut, 1980]. Garden City N.Y., Doubleday, 1981. ISBN 978-0-385-17035-2
- The Terrible Power of a Minor Guilt [Kocha Ha-Nora Shel Ashma Ktana, 1998]. New York, Syracuse University Press, 2000. ISBN 978-0-8156-0656-7
- "An Attempt to Identify the Root Cause of Antisemitism", Azure (Primavera de 2008).

### Obres de teatre
- A Night in May [Layla Be-May, 1975]. Tel-Aviv, Institut per a la traducció de la literatura hebrea, 1974.
- Possessions [Hafatzim, 1986]. Portsmouth, Heinemann, 1993.
- Journey to the End of the Millennium, llibret per a òpera amb música de Yosef Bardnaashvili. Estrenada a l'Òpera isrealita, el maig de 2005.
- A Tale of Two Zionists. Una obra de la reunió de 1934 de Vladimir Jabotinsky i de David Ben-Gurion el 2012

### Llibres
1. Horn, Bernard. Facing the Fires: Conversations with A. B. Yehoshua (Syracuse: University of Syracuse Press, 1998).
2. Miron, Dan. A. B. Yehoshua’s Ninth-and-a-Half:An “Ashkenazi” Perspective on Two “Sephardic” Novels [Hebrew]. Tel-Aviv: Hakibbutz Hameuhad, 2011.
3. Balaban, Avraham. Mr. Molcho: In the Opposite Direction: An Analysis of A. B. Yehoshua’s Mr. Mani and Molcho [Hebrew].Tel-Aviv: Ha-kibbutzha-meuchad, 1992.
4. Banbaji, Amir, NitzaBen Dov and Ziva Shamir, eds. Intersecting Perspectives: Essays on A. B.Yehoshua’s Oeuvre [Hebrew]. Tel-Aviv: Ha-kibbutz ha-meuchad, 2010.
5. Ben-Dov, Nitza, ed. In the Opposite Direction: Articles on Mr. Mani [Hebrew]. Tel-Aviv: Ha-kibbutz ha-meuhad, 1995.
6. Morahg, Gilead. Furious Compassion: The Fiction of A. B. Yehoshua [Hebrew]. Tel-Aviv: Dvir, 2014.

### Articles periodístics
1. Gershon Shaked Interviews A. B. Yehoshua By: Shaked, Gershon; Modern Hebrew Literature, 2006 Fall; 3: 157–69.
2. A Haifa Life: The Israeli Novelist Talks about Ducking into His Safe Room, Competition among His Writer Friends and Trying to Stay Optimistic about Peace in the Middle East By: Solomon, Deborah; New York Times Magazine, July 30, 2006; 13.
3. In the Back Yard of Agnon's House: Between The Liberated Bride by A. B. Yehoshua and S. Y. Agnon By: Ben-Dov, Nitza; Hebrew Studies: A Journal Devoted to Hebrew Language and Literature, 2006; 47: 237–51.
4. Semantic Parameters of Vision Words in Hebrew and English By: Myhill, John; Languages in Contrast: International Journal for Contrastive Linguistics, 2006; 6 (2): 229–60.
5. Talking with A. B. Yehoshua By: Naves, Elaine Kalman; Queen's Quarterly, 2005 Spring; 112 (1): 76–86.
6. The Silence of the Historian and the Ingenuity of the Storyteller: Rabbi Amnon of Mayence and Esther Minna of Worms By: Yuval, Israel Jacob; Common Knowledge, 2003 Spring; 9 (2): 228–40.
7. The Plot of Suicide in A. B. Yehoshua and Leo Tolstoy By: Horn, Bernard; European Legacy: Toward New Paradigms, 2001 Oct; 6 (5): 633–38.
8. The Originary Scene, Sacrifice, and the Politics of Normalization in A. B. Yehoshua's Mr. Mani By: Katz, Adam; Anthropoetics: The Electronic Journal of Generative Anthropology, 2001 Fall-2002 Winter; 7 (2): 9 paragraphs.
9. Borderline Cases: National Identity and Territorial Affinity in A. B. Yehoshua's Mr. Mani By: Morahg, Gilead; AJS Review 30:1, 2006: 167–182.
10. The Perils of Hybridity: Resisting the Post-Colonial Perspective in A. B. Yehoshua's The Liberating Bride By: Morahg, Gilead; AJS Review 33:2, 2009: 363–378.
11. Portrait of the Artist as an Aging Scholar: A. B. Yehoshua's The Liberating Bride By: Morahg, Gilead; Hebrew Studies 50, 2009: 175–183.
12. Early Warnings: The Grim Vision of The Liberating Bride By: Morahg, Gilead; Mikan 10, 2010: 5–18.
13. Totem and blindness in Israel 2001: Cultural selection procedures presented in A.B. Yehoshua's novel 'The Liberating Bride' by: Albeck-Gidron, Rachel, Mikan 2005 jan; 4: 5–19.

## Articles de llibres
1. Horn, Bernard. "Sephardic Identity and Its Discontents: The Novels of A. B. Yehoshua" in Sephardism: Spanish Jewish History and the Modern Literary Imagination, Ed. Yael Halevi-Wise (Stanford University Press, 2012).
2. Halevi-Wise, Yael. "A. B. Yehoshua’s Mr. Mani and the Playful Subjectivity of History,” IN: Interactive Fictions: Scenes of Storytelling in the Novel. Westport, CT & London: Praeger, 2003. 132–145.
3. Not Quite Holocaust Fiction: A. B. Yehoshua's Mr. Mani and W. G. Sebald's The Emigrants By: Newton, Adam Zachary. IN: Hirsch and Kacandes, Teaching the Representation of the Holocaust. New York, NY: Modern Language Association of America; 2004. pp. 422–30
4. Morahg, Gilead. Shading the Truth: A. B. Yehoshua's 'Facing the Forests' IN: Cutter and Jacobson, History and Literature: New Readings of Jewish Texts in Honor of Arnold J. Band. Providence, RI: Program in Judaic Studies, Brown University; 2002. pp. 409–18
5. Feldman, Yael. Between Genesis and Sophocles: Biblical Psychopolitics in A. B. Yehoshua's Mr. Mani IN: Cutter and Jacobson, History and Literature: New Readings of Jewish Texts in Honor of Arnold J. Band. Providence, RI: Program in Judaic Studies, Brown University; 2002. pp. 451–64
6. Morahg, Gilead. A Story of Sweet Perdition: Mr. Mani and the Terrible Power of a Great Obsession. IN: Banbaji, Ben-Dov and Shamir, Intersecting Perspectives: Essays on A. B. Yehoshua’s Oeuvre. Hakibbutz Hameuchad (Tel-Aviv, 2010), pp. 213–225.